# いけにえと雪のセツナ
『いけにえと雪のセツナ』（いけにえとゆきのセツナ、英題：I am Setsuna）は、2016年2月18日にスクウェア・エニックスより発売されたゲームソフト。

## 概要
開発はスクウェア・エニックスが新設した開発スタジオ「Tokyo RPG Factory」が担当する。2016年2月18日にPS4およびVitaで発売。2016年7月20日にSteamでWindows版『I am Setsuna』が配信開始（日本語・英語両対応）。2017年3月3日にNintendo Switch版がSwitchのローンチタイトルとして発売された。
スクウェア・エニックスの新規IPによるRPG。いけにえを捧げて魔物を鎮める風習のある雪国において、いけにえの少女セツナと周囲の人間の思惑が交錯するストーリーが描かれる。見下ろし型の画面、アクティブ・タイム・バトルの導入など90年代のRPGを強く意識して制作されている。
シナリオは『探偵 神宮寺三郎 夢の終わりに』や『新宿の狼』を手掛けた稲葉洋敬が担当している。

## システム
システムは同社のゲーム『クロノ・トリガー』のATB2.0をベースとする。パーティーは3人で、複数のキャラクターが協力してくりだす「連携魔法」もある。

## ストーリー
ある島では、十年に一度、島の住民から選ばれたいけにえを魔物たちを鎮めるため最果ての地と呼ばれる場所に送るという儀式をしていた。しかし、十年を待たずして、魔物たちが増加し困った人々は例外ながら、いけにえとして村の少女セツナを選び出す。ところがいけにえ暗殺の依頼を受けた傭兵エンドが登場。セツナを殺そうとしたその時、セツナの護衛であるクオンとセツナの父親が現れ、暗殺は失敗、村に送られ拘束されることになる。そんな中村に魔物が現れエンドは暗殺対象であったセツナによって拘束を解除される。それをセツナはクオンに批難されるが、目の前に魔物が現れ、生き残りたければ戦えとエンドに言い共闘し村の魔物を追い払う。その後、クオンは不安に思いながらも、エンドはセツナの護衛に加わることとなる。そして護送団は魔物を鎮めるため最果ての地を目指して旅立つ。

## 登場キャラクター

### プレイヤーキャラクター
仲間になるキャラクターは正式にパーティーに加わった時点で名前を変えられる。
エンド（日本版：End、海外版：Endir）
声 - 木島隆一
本作の主人公。傭兵だが、島でセツナと出会ったことをきっかけに彼女を最果ての地へ送る護送団に加わる。青い剣を持ち、仮面をつけている。
セツナ（Setsuna）
声 - 加隈亜衣
本作のヒロイン。魔物を鎮めるためのいけにえに選ばれた少女。赤い髪をしており、赤い衣装を身に着けている。様々な魔法を使いこなす。魔物に対しても非情になりきれない心優しい性格の持ち主。
ヨミ（日本版：Yomi、海外版：Nidr）
声 - 大川透
かつて「いけにえ」の護衛を務めたものの、現在は陽気に振るまい周囲に侮られている剣客。陰ながらセツナを支える。
クオン（日本版：Kuon、海外版：Aeterna）
声 - 津田美波
セツナがいけにえに選ばれる前に村に訪れ、護衛隊に加わった少女。旅に強い責任感を抱いている。
キール（Kir）
声 - 岡村明美
山奥に隠居する一族の出身。天真爛漫な性格。
一族の寿命を延ばす方法を探し、エンドと共に旅をする。
ジュリオン（日本版：Jurion、海外版：Julienne）
声 - 竹内絢子
旧国の王家出身の女性。高潔な人格を持つ騎士。
幼少期に雪崩に呑まれ、魔物の血を飲んで生き延びる。
大鎌の男 / フィデス（Fides）
声 - 石田彰
いけにえを抹殺するために度々現れる謎の青年。大鎌を振るう凄腕の戦士。自分の目は「主」が見るための目、自分の耳は「主」が聞くための耳。と言っているが「主」とは輪廻の闇のことである。

### その他のキャラクター
キト
エンドと同じく傭兵である老剣士。
ライシン
セツナの父で、かつては名の知れた魔法使い。
イチギ
魔導商会員の一人で、好奇心が強い性格。
タギシ
ユラルで自警団の団長を勤めている女性。
アヴァロ
ウカテイナの城主で、父のシャンバに不満を抱いている。
シャンバ
アヴァロの父で、ウカテイナの先代の城主。過去に妻を亡くしている。
アマツ
ウカテイナの操船技師で、頑固一徹な性格。
ヒドロ
イルで村長を務めている青年で、落ち着いた性格。
トール
キールの兄で、イルでは天才児の魔法使い。旅の途中で行方不明となっている。
ナナセ
かつてヨミが護衛隊を務めていた「いけにえ」。旅の途中で亡くなったという。
ロッカス
ヤーガの老騎士で、ジュリオンのことを第一に考えている。
ライーラ
ヤーガに住んでいる青年で、ジュリオンに想いを寄せている。
サヤギ
ギヤッカに住んでいる薬師の老婆。
テンバ
いにしえの王国の守護者。
ユーテス
「時の審判者」と呼ばれており、クオンはユーテスの分身体である。
マナ
セツナの母で、ライシンの妻。姉のマナとは違い他人と関わっていく生き方を考えている。

## 開発と発売
本作品の開発は、スクウェア・エニックスの松田洋祐が発起人となって始まった。松田は、ゲーム会社にこだわらず、目的を同じくするコミュニティーのようなところでゲーム開発ができないかと考え、企画を立てて内外からスタッフを募った。それで立ち上がったのが本作品の開発スタジオ「Tokyo RPG Factory」である。名称は集まったスタッフが考えた。また、海外では日本のゲームをオマージュした作品が成功していることから、日本でもそのようなことができないか、という考えも立ち上げの理由の一つとなっている。
2015年6月にアメリカで開催されたE3にて「Project SETSUNA（プロジェクト・セツナ）」として発表され、同年9月15日に正式タイトルが発表された。